# Carlo Antonio Palliari
Carlo Antonio Palliari (Karel Antonín, 1699. január18. – 1756. augusztus 6.) volt Giovanni Pietro Palliari idősebb fia, a  Palliardi család második generációjának kevésbé ismert tagja.

## Élete
Folytatta apja stukkómíves mesterségét. 1729. október 18-án Carlo Antonio Canevalle és felesége, valamint Veronika Palliari jelenlétében vette feleségül Lucia Spaczinová nemes leányt. 1733. január 13-án kapott polgárjogot a Kisoldalban. 1742. március 8-án visszakapta a Rottovský-házat, apja egykori birtokát.

## Munkássága
Pavel Preiss történész szerint a festményeket kiegészítő stukkóin látható „Az ornamentika stílusfelfogásának változása és a zökkenőmentes fejlődés olykor egészen radikális újító fordulatokkal”.
A 18. században jelentősen átalakult a stukkóművészet, mivel egyrészt bővültek az anyagtechnikai ismeretek, másrészt megszűntek a comói és lagói vlachok kiváltságai. Változott az ornamentika stíluskoncepciója is.
Munkái közül nem sok maradt meg.
- Az 1731-ben, a Kisoldalon Thomas Haffenecker (Tomáš Haffenecker) által épített johannita kolostor homlokzatának törékeny kora rokokó ornamentikája festői és lendületes.
- 1742-ben Anselmo Lurago építésszel dolgozott a Szent István-kápolna homlokzatának stukkóin.
- 1743. október 5-étől a strahovi kolostorban a Szűz Mária mennybemenetele bazilika északi kápolnájának elülső részén és a kolostor egyes helységeinek boltozatán díszítései boltíves jellegűek. Valószínűleg a következő évben készítette el a falakon lévő mezők kereteit Georg Wilhelm Neunhertz freskóciklusaihoz. Ezeken a munkáin dominálnak a virágos sávok, valamint a szimmetrikusan elrendezett levelek és angyalfejek. Fennmaradt a templom egy másik kápolnájához készített stukkójának rajza is.
- 1748–1749-ben Pacassi is átépítette a prágai várban található Spanyol termet. Megtartotta a kifinomult reneszánsz stukkópárkányokat, a mennyezetre pedig újakat rakatott Carlo Antonióval és a luganói Giovanni Antonio Oldellivel. Sajnos, az 1757-es porosz bombázás ezek jó részét megsemmisítette.

1751-ben, illetve 1754-ben ő készítette Karlovy Vary-ban a  Szent Mária Magdaléna-templom stukkódíszeit. Díszkeretet készített egyebek közt a templomépítés védnökének (Anna Josefa Schliková) emléktáblájához a presbitérium nyugati falán. Elkészítette a templomban a pilaszterek lábazatainak stukkóit és a templomhajó pilléreinek párkányait is. Palliari kétszer kapott fizetést – először 1751 júniusában a templom mindkét kupoláján végzett és egyéb munkáért. Három építési szezonnal első fellépése után visszatért, hogy befejezze a stukkókereteket „hat nagy templomablak, egy feliratos tábla és a szemközti Szent Miklós”. Az anyagot — vakolatot, ecsetet és sárga festéket — ezúttal ő hozta. A számlán ennek feltüntetése arra emlékeztet, hogy az előző alkalommal minden résztételt külön fizettek. A boltozat pompás díszítése 150 zlotyba került. Az ablakok és képek keretezése további 67 zl. Itt a késő barokk elemekkel díszített ornamentikát használta levélfüggönyökkel, kis akantuszlevél díszekkel, kártusokkal és kagylódíszekkel, amelyek inkább ifjabb korára voltak jellemzőek.
A családi feljegyzésekből kiderül, hogy ő készítette a bajor herceg buštěhradi kastélyának stukkóit is.